# Collision de l'aéroport de Milan-Linate
La collision de l'aéroport de Milan-Linate s'est produite dans la matinée du 8 octobre 2001, lorsque le vol Scandinavian Airlines 686, un McDonnell Douglas MD-87 au décollage depuis l'aéroport de Milan-Linate, en Italie, percute un Cessna CitationJet engagé par erreur sur la piste, à cause de la faible visibilité induite par un épais brouillard présent sur l'aéroport.
La collision ne laisse aucun survivant parmi les 114 occupants des deux appareils. On dénombre également quatre morts et quatre blessés parmi les employés de l'aéroport. Il s'agit de la catastrophe aérienne la plus meurtrière jamais survenue en Italie.
L'enquête qui a suivi a déterminé que cet accident est due à la défaillance ou la non-conformité de plusieurs systèmes, normes et procédures de sécurité au sein de l'aéroport. 

## Avion et équipage

### McDonnell Douglas MD-87

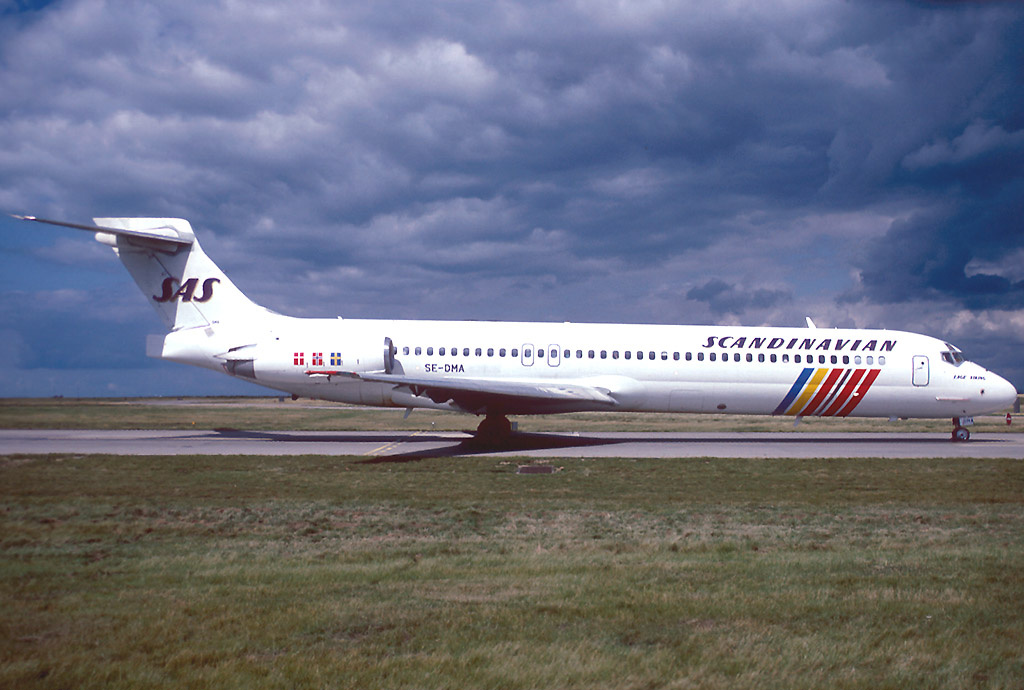
Le MD-87 impliqué dans l'accident (SE-DMA), dans sa livrée précédente, ici a l'aéroport de Paris-Charles-de-Gaulle en août 1993.

Le McDonnell Douglas MD-87, immatriculé SE-DMA, effectuait le vol 686 de Scandinavian Airlines (SAS), un vol international régulier décollant de Milan, en Italie, et à destination de Copenhague, au Danemark. 
L'équipage était composé du commandant de bord Joakim Gustafsson et du copilote Anders Hyllander, tous deux âgés de 36 ans. Le commandant de bord avait été embauché par SAS en 1990 et totalisait plus de 5 800 heures de vol. Il avait passé environ 230 heures aux commandes d'un MD-87. 
Le copilote avait été embauché par la compagnie aérienne en 1997. Au moment de l'accident, il totalisait plus de 4 300 heures de vol et cumulait plus d'expérience dans ce type d'avion que le commandant de bord, ayant effectué 2 000 heures de vol sur MD-87.

### Cessna Citation CJ2
Le deuxième appareil est un Cessna Citation CJ2, immatriculé D-IEVX. Il y avait deux pilotes de nationalité allemande à bord. 
Le commandant de bord, Horst Königsmann, 36 ans, totalisait environ 5 000 heures de vol, dont environ 2 400 sur Cessna CitationJet. 
Le copilote, Martin Schneider, 64 ans, totalisait environ 12 000 heures de vol, dont 2 000 heures sur Cessna CitationJet. 
L'un des passagers était Luca Fossati, président de la société agro-alimentaire Star Stabilimento Alimentare S.P.A., propriétaire du Cessna.

## Accident
La catastrophe s'est produite alors que l'aéroport de Milan-Linate était enveloppé dans un épais brouillard, avec une visibilité réduite à moins de 660 pieds (200 m).
Le Cessna Citation a reçu pour instruction de circuler depuis l'aire de trafic ouest, le long de la voie de circulation nord (taxiway R5), puis via l'aire de trafic nord jusqu'à la voie de circulation principale, qui est parallèle à la piste 36R, soit un itinéraire qui l'aurait gardé à l'écart de cette piste en service. Au lieu de cela, le pilote du Cessna a roulé le long de la route de circulation sud (voie de circulation R6), traversant alors la piste 36R en direction de la voie de circulation principale qui se trouvait au-delà (voir schéma).
À 8 h 09, heure locale, le vol 686 a reçu l'autorisation d'un autre contrôleur de décoller depuis la piste 36R. Cinquante-trois secondes plus tard, le MD-87, alors roulant sur la piste à environ 150 nœuds (280 km/h), est entré en collision avec le Cessna. L'une des quatre personnes à bord du Cessna a été tuée sur le coup ; les trois autres ont d'abord survécu à l'accident, mais sont décédées des suites de brûlures causées par l'incendie post-impact. 
Le MD-87 a perdu son moteur droit lors du premier impact ; le commandant Gustafsson, alors pilote aux commandes, a tenté de faire décoller l'avion, atteignant une altitude d'environ 40 pieds (12 m) au dessus de la piste. Le moteur restant a perdu une partie de sa poussée initiale, en raison de l'ingestion de débris lors de la collision, et l'avion, ayant également perdu son train d'atterrissage droit, a rapidement perdu de l'altitude. Le commandant a alors appliqué l'inverseur de poussée du moteur gauche et les freins de secours, puis il a essayé de maitriser l'appareil en se servant de la gouverne de direction. 
Cela n'a cependant pas suffi à arrêter l'élan de l'avion, qui s'est écrasé sur un hangar servant de dépôt à bagages, situé près de l'extrémité de la piste 36R, à une vitesse d'environ 136 nœuds (252 km/h). Lors de l'impact final, les 110 passagers et membres d'équipage à bord du vol 686 ont tous été tués sur le coup. L'accident et l'incendie qui a suivi ont également tué quatre membres du personnel au sol présent dans le hangar, et en ont blessé quatre autres grièvement.
Parmi les occupants du MD-87, 54 (46 %) d'entre eux, principalement situés à l'arrière de l'avion, ont subi de graves brûlures ; leurs corps ont été identifiés grâce à des examens dentaires ou à des analyses ADN. Ceux qui se trouvaient à l'avant de l'avion ont majoritairement subi de graves traumatismes contondants, liés à la violence de l'impact.

## Victimes
Parmi les 118 victimes de l'accident figuraient des ressortissants de neuf pays différents. La plupart des victimes étaient de nationalité italiennes et scandinaves.
| Nationalité    | SAS 686   | SAS 686  | Cessna    | Cessna   | Au sol | Total |
| Nationalité    | Passagers | Equipage | Passagers | Equipage | Au sol | Total |
| -------------- | --------- | -------- | --------- | -------- | ------ | ----- |
| Italie         | 58        | —        | 2         | —        | 4      | 64    |
| Suède          | 17        | 3        | —         | —        | —      | 20    |
| Danemark       | 15        | 3        | —         | —        | —      | 18    |
| Finlande       | 6         | –        | —         | —        | —      | 6     |
| Norvège        | 3         | —        | —         | —        | —      | 3     |
| Allemagne      | —         | —        | —         | 2        | —      | 2     |
| Royaume-Uni    | 2         | —        | —         | —        | —      | 2     |
| Iran           | 1         | —        | —         | —        | —      | 1     |
| Roumanie       | 1         | —        | —         | —        | —      | 1     |
| Afrique du Sud | 1         | —        | —         | —        | —      | 1     |
| Total          | 104       | 6        | 2         | 2        | 4      | 118   |

- Une étudiante iranienne à l'Université de Copenhague ; embarqué avec passeport danois

## Enquête
Comme cet accident s'est produit moins d'un mois après l'attaque du World Trade Center à New York, et le lendemain du début de l'invasion américaine de l'Afghanistan, beaucoup, dans un premier temps, pensent à un attentat terroriste, mais le gouvernement italien a rapidement exclu par la suite qu'un acte terroriste en soit la cause. Cela a été rapidement confirmé par les résultats de l'enquête qui a suivi, qui ont établi qu'il s'agissait d'un accident.
L'accident a fait l'objet d'une enquête de l'Agenzia Nazionale per la Sicurezza del Volo (ANSV). Le rapport final de l'ANSV a été publié le 20 janvier 2004, et a conclu que la cause directe de l'accident était l'incursion du Cessna sur la piste en service. Cependant, l'ANSV n'a pas rejeté la faute entièrement sur les pilotes du jet privé, qui s'étaient perdus dans le brouillard. Leur rapport a également identifié un certain nombre de lacunes dans l'aménagement et les différentes procédures de l'aéroport.
L'aéroport de Linate fonctionnait à l'époque sans être équipé d'un système fonctionnel de radar au sol, bien qu'un nouveau système ait été approuvé le 30 mars 1995. Le système précédent avait été mis hors service le 29 novembre 1999, mais le nouveau système n'avait pas été entièrement installé le jour de l'accident. Le nouveau système a finalement été mis en ligne quelques mois plus tard. 
Les panneaux servant au guidage des appareils le long des taxiways n'étaient pas suffisamment clairs et entretenus, et se sont révélés par la suite non conformes à la réglementation. Après que les pilotes se soient tournés par erreur vers la voie de circulation R6 qui menait à la piste, aucun panneau ne leur permettait alors de reconnaître où ils se trouvaient. De plus, lorsqu'ils se sont arrêtés à une bande d'arrêt sur la voie de circulation et ont signalé correctement son identifiant, S4, le contrôleur chargé de guider les pilotes au sol a ignoré cette identification, car elle ne figurait pas sur ses cartes et il ne connaissait pas suffisamment la disposition des pistes et des différentes voies de circulation. 
Bien que présent sur cet aéroport, le système d'alarme anti-intrusion à détection de mouvement, conçu pour éviter l'entrée par inadvertance d'un avion sur la piste, avait été désactivé pour éviter les fausses alarmes provenant de véhicules ou d'animaux. Les instructions verbales du contrôleur au sol utilisaient également une terminologie pour désigner les aires de trafic, les voies de circulation et les différentes pistes, qui ne correspondait pas à leur signalisation réelle au sol. 
Enfin, aucun des deux pilotes du Cessna n'était certifié pour des atterrissages avec une visibilité inférieure à 1 600 pieds (500 m), mais avait quand même atterri à l'aéroport une heure avant la collision, alors que la visibilité signalée par le contrôle aérien était de 330 pieds (100 m).

## Conséquences
Le 16 avril 2004, la justice italienne a déclaré quatre personnes responsables de la catastrophe. Le directeur de l'aéroport, Vincenzo Fusco, et le contrôleur aérien Paolo Zacchetti ont tous deux été condamnés à huit ans de prison. Francesco Federico, ancien directeur de l'aéroport, et Sandro Gualano, ancien directeur de l'agence de contrôle du trafic aérien, ont été condamnés à des peines de six ans et demi. 
La peine initiale de huit ans prononcée contre Zacchetti, qui a par la suite été réduite à trois ans, a suscité l'indignation des contrôleurs aériens en Italie. Sa peine a été remise en question dans plusieurs commentaires sur le droit de la sécurité aérienne.

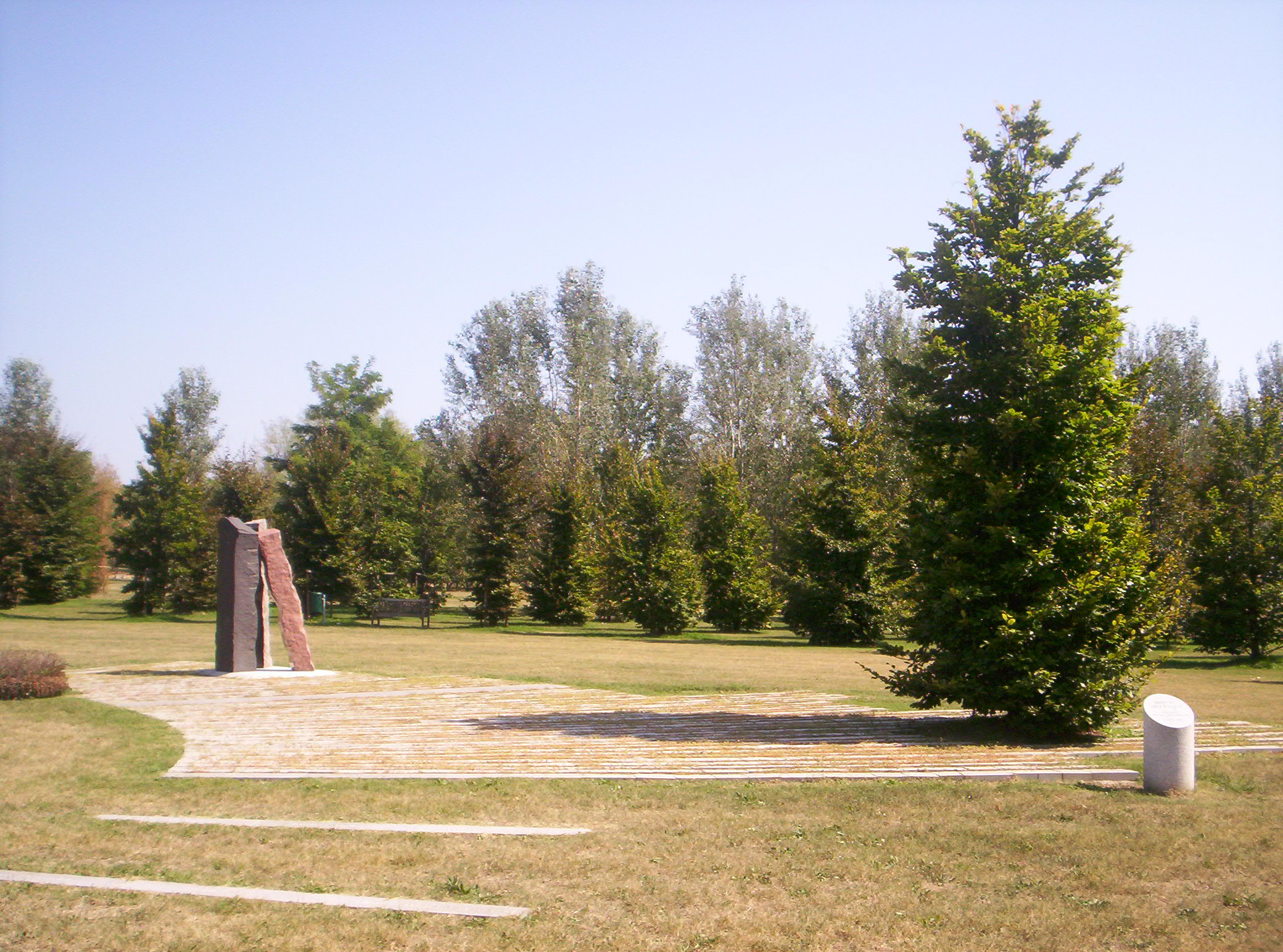
Infinity Pain, la sculpture commémorative en souvenir des victimes de l'accident.

Quatre services commémoratifs ont eu lieu en l'honneur des victimes du vol 686. Le 12 octobre, quatre jours après l'accident, trois cérémonies distinctes ont eu lieu au Danemark, en Norvège et en Suède. Le 13 octobre, une quatrième cérémonie a également eu lieu en Italie.
En mars 2002, une forêt composée de 118 hêtres, appelée Forêt de Hêtres (Bosco dei Faggi), a été inaugurée en mémoire des victimes dans le parc Forlanini, situé près de l'aéroport. Une sculpture de l'artiste suédois Christer Bording, offerte par SAS et appelée Infinity Pain, a été placée au centre de la forêt.

## Médias
L'accident a fait l'objet d'un épisode dans la série télé Air Crash nommé « L'avion invisible » (saison 11 - épisode 12).